# Almudena Ariza
Almudena Ariza Núñez (Madrid, España; 1 de septiembre de 1963)   es una periodista, presentadora y corresponsal española.

## Trayectoria profesional
Licenciada en Ciencias de la información, rama de Periodismo, por la Facultad de Ciencias de la Información (Universidad Complutense de Madrid), se inicia profesionalmente en la radio en Radio Algeciras (Cadena SER) en agosto de 1980 con dieciséis años, donde es locutora de radio hasta agosto de 1981. 
En enero de 1982 ya en Madrid, es locutora de Los 40 Principales hasta enero de 1983. Entre septiembre de 1983 y septiembre de 1984 es locutora y reportera de las noticias locales de Madrid en Radio Madrid (Cadena SER). 
Entre octubre de 1984 y octubre de 1986 es locutora y reportera de las noticias locales de Madrid Sur en Radio Madrid (Cadena SER). Entre octubre de 1986 y octubre de 1987 es locutora y editora de Matinal SER en Cadena SER y entre noviembre de 1987 y octubre de 1989 es locutora, editora y productora de Hora 14. 
Entre octubre de 1989 a octubre de 1991 en Televisión Española acompaña a Jesús Hermida en el Telediario nocturno, Diario Noche donde se encarga de relatar la Crónica del día. Entre octubre de 1991 y octubre de 1993 es presentadora y reportera de La 2 Noticias Matinal con Enrique Peris y entre octubre de 1993 y septiembre de 1995 es reportera de los Servicios Informativos de Televisión Española. 
En verano de 1994 presenta el concurso ¿Cómo se hace? con Jordi Hurtado. Entre septiembre de 1995 y septiembre de 1996 es presentadora de Directo, directo dirigido por Paz Fernández Xesta. Entre septiembre de 1996 y septiembre de 1998 es copresentadora del Telediario 1 con Matías Prats y Jesús Álvarez en los deportes y entre septiembre de 1998 y septiembre de 1999 copresenta el Telediario Fin de semana con Pedro Sánchez Quintana y Sergio Sauca en los deportes. 
En septiembre de 1999 pide una excedencia de un año a RTVE y se traslada a Nueva York para completar su formación periodística y hasta mayo de 2000 es reportera free lance. Entre mayo y agosto de 2000 es consultora audiovisual de COPE para un proyecto de lanzamiento de una emisora.
Presentó el veterano espacio de reportajes Informe semanal entre septiembre de 2000 y septiembre de 2001 y comenzó su especialización en reporterismo. Entre septiembre de 2001 y agosto de 2010 fue enviada especial del Área de Internacional de los Servicios Informativos de TVE, donde cubrió muchos de los grandes acontecimientos informativos: Los atentados del 11 de septiembre de 2001 o las guerras de Afganistán e Irak, donde rodó en las trincheras y en los campos minados, países a los que ha regresado en numerosas ocasiones para hacer reportajes de la posguerra, muchos de ellos sobre la violencia terrorista, la situación de las mujeres, las escuelas, los niños, etc. Como enviada especial ha cubierto decenas de catástrofes, terremotos como los de Turquía, Irán o Haití. Coberturas que a veces han durado meses y que recogen también la evolución de las crisis.    
Ha viajado por Asia y África realizando crónicas informativas sobre los efectos del sida, guerras o hambrunas. Cubrió también el tsunami de Indonesia y fue la primera periodista española que llegó a Banda Aceh en el norte de Sumatra, la zona más próxima al epicentro de la catástrofe y que causó la muerte solo en esa ciudad, a más de cien mil personas. En varias ocasiones ha regresado a Aceh para contar al mundo el abandono que sigue sufriendo la zona. 
América Latina ha sido otro de los destinos periodísticos en los que ha estado, donde fue enviada especial para cubrir la crisis de Argentina en 2001, hasta la situación de los indígenas en Guatemala, las maras en América Central, la vida de las favelas de Brasil o la pobreza en El Salvador y Nicaragua. 
En verano de 2007 presentó el programa Hay que vivir y narró los encierros de San Fermín con Javier Solano en La 1.
Desde agosto de 2010 hasta diciembre de 2012 fue corresponsal de TVE en Asia-Pacífico con sede en Pekín. Como corresponsal en Pekín, cubrió la información de Asia y Australia. Durante su estancia en esa corresponsalía entró en dos ocasiones en Corea del Norte, país en el que los periodistas tienen prohibido el acceso y contó a través de sus crónicas, cómo se vive en esa cárcel de más de 20 millones de personas. Como corresponsal para Asia-Pacífico también ha hecho reportajes sobre India, visitó Pakistán en varias ocasiones, cubrió en Indonesia la violenta erupción del volcán Merapi, llegó a Australia para informar sobre las peores inundaciones del siglo y en Corea del Sur estuvo en varias ocasiones para hablar con desertores norcoreanos y abordar otras cuestiones como el sistema educativo o el incremento del suicidio entre los jóvenes.  
También se desplazó a Japón para informar sobre el terremoto y tsunami de Japón de 2011 que azotó el noreste del país y para narrar durante varios meses las consecuencias de la catástrofe, recorriendo los pueblos abandonados de Fukushima. Fue también la primera reportera española que entró en la zona afectada por la crisis nuclear.  
En China realizó decenas de reportajes desafiando la censura y el control del régimen de Pekín. Ha dado voz a disidentes, a campesinos desalojados de sus casas por la fuerza, a perseguidos por sus ideas o sus tendencias sexuales, a padres de hijos desaparecidos y abandonados por el Gobierno o a artistas e intelectuales silenciados por el régimen. Ha pretendido desde China huir de los estereotipos y profundizar en historias que ayuden a conocer mejor las extraordinarias transformaciones sociales, políticas y económicas del país más poblado del mundo.  
Desde enero de 2013 a julio de 2019 fue corresponsal de TVE en Nueva York. Como corresponsal en Nueva York se encargó de cubrir la información de EE. UU. y la del resto de países de América del Norte. Desde esa corresponsalía realizó decenas de reportajes en distintas zonas de Estados Unidos sobre el control de armas, la pena de muerte, los derechos de las minorías, los atentados de Boston y Nueva York, la situación de los indocumentados y otros temas relaciones con la inmigración, entró en el Corredor de la muerte para entrevistar al único preso español condenado a la pena capital y cubrió las elecciones americanas siguiendo a los republicanos y documentando la victoria de Donald Trump.  
Ha cubierto las consecuencias de los devastadores huracanes que han sacudido Houston, Florida, Georgia, Carolina del Sur y también ha viajado hasta Haití, Puerto Rico o República Dominicana, afectados también por ese tipo de catástrofes.  
Se ha desplazado además a los lugares que en los últimos años han sido blanco de tiroteos masivos, entre ellos en Parkland (Florida) donde entrevistó a las víctimas de la masacre y a los estudiantes que han creado el nuevo movimiento contra las armas Never Again. También se ha ocupado del activismo de otro movimiento que ha sacudido la sociedad americana Me Too, la nueva revolución de las mujeres y que ha contado en varios reportajes, entre ellos el emitido en Informe semanal. Asegura que le gusta ocuparse de esos temas que remueven conciencias, provocan preguntas y buscan respuestas, que nos inquietan y nos fascinan a la vez, que nos apasionan o nos conmueven pero que casi nunca nos dejan indiferentes.  
Ha impartido clases de reporterismo y de comunicación audiovisual en la Universidad Francisco de Vitoria de Madrid. Ha sido profesora en RTVE Instituto y en los máster de radio y televisión de la Universidad Rey Juan Carlos. Ha dirigido numerosos cursos de capacitación periodística en las Universidades de Chile, Argentina, El Salvador, Honduras y México y es conferenciante habitual en cursos sobre periodismo en universidades españolas y americanas. También colabora con publicaciones nacionales e internacionales. 
Es corredora habitual y ha completado tres maratones y once medias maratones. Por ese motivo colabora con un proyecto benéfico, Duendes de Nueva York, para potenciar el deporte entre los enfermos crónicos. Desde Nueva York realizaba colaboraciones en radio y ha creado una serie de novedosos podcasts interactivos en colaboración con el LAB RTVE, bajo el título de Soñadores.
Desde agosto de 2019 a octubre de 2021 es corresponsal de Televisión Española en París. Como corresponsal en la capital francesa cubre la información de aquel país y la de Suiza.
El 3 de diciembre de 2019, Enric Hernández director de Información y Actualidad de RTVE, la propone como nueva directora de los Servicios Informativos de Televisión Española, nombramiento que posteriormente rechazó el 16 de diciembre de 2019 después del referéndum no vinculante al que se somete normalmente cada nueva dirección de informativos de Televisión Española desde 2008. 
En la votación obtuvo 308 votos favorables, 117 en contra y 73 votos en blanco y contó con el 61% de apoyo de la plantilla de informativos, pero la participación fue de un 10%. El censo constaba de 3.200 profesionales y finalmente participaron 498 trabajadores, en el anterior referéndum participaron 855 empleados.
Seis meses después, en junio de 2020 inicia la creación del podcast El Guerrillero con la productora Yes We Cast, que finaliza en septiembre de 2023. Fue estrenado el 11 de septiembre de 2023, con motivo del 50.⁰ aniversario del golpe de Estado de Pinochet.
Desde octubre de 2021 a septiembre de 2022 vuelve a ser corresponsal de TVE en Nueva York, para cubrir la baja temporal de Sara Rancaño.Posteriormente, entre septiembre de 2022 y diciembre de 2023 es enviada especial del Área de Internacional de Informativos de TVE, viajando a Ucrania entre abril y mayo y septiembre y octubre de 2022 y septiembre y octubre de 2023 debido a la invasión de Rusia en ese país o a Israel entre noviembre y diciembre de 2023 debido al conflicto israelí-palestino. Entremedias estrena en abril de 2023 programa propio en La 1: Españoles en conflictos, sobre compatriotas que viven en enclaves del mundo con graves problemáticas sociales. Diez capítulos producidos por La Cometa TV, de españoles que cuentan en primera persona cómo conviven con la violencia en México, la homofobia en Polonia, la contaminación en Nueva Delhi, India, o entre los maras de Honduras, entre otros países. El programa fue grabado entre noviembre de 2022 y junio de 2023 y viajó a Sudáfrica, Filipinas, EE. UU., México, Honduras, Perú (selva amazónica), Corea del Sur, Turquía, Polonia e India.
Posteriormente, entre junio y agosto de 2023, graba Alter Ego, una serie documental que analiza el presente y el futuro de la Inteligencia Artificial.
Desde enero de 2024 es corresponsal de TVE en Israel. Desde esta corresponsalía cubre la información de Jerusalén y Oriente Medio.

## Premios y reconocimientos
| Año  | Premio | Categoría | Resultado |
| ---- | --- | --- | --------- |
| 2024 | Premio Alejandro Alejandro Echevarría de la Fundación Comunicando Futuro Premio Iris 2024 de la Academia de Televisión. XII premio internacional de Periodismo Cátedra Manu Leguineche | Premio al compromiso en la lucha contra la desinformación: Mejor Reportero/a Trayectoria profesional                                                         | Ganadora  |
| 2023 | Premio Iris de la Academia de la Televisión | Mejor presentador/a de Informativos o Programas Informativos por Españoles en conflictos (La 1)                                                              | Ganadora  |
| 2023 | Premio Europeo de Periodismo Salvador de Maradiaga (Asociación de Periodistas Europeos y oficinas en España de la Comisión Europea y del Parlamento Europeo)                           | Premio Europeo de Periodismo Salvador de Maradiaga (Asociación de Periodistas Europeos y oficinas en España de la Comisión Europea y del Parlamento Europeo) | Ganadora  |
| 2022 | Premio Bravo de la Conferencia Episcopal Española | Premio Bravo de la Conferencia Episcopal Española | Ganadora  |
| 2022 | XXXI Premio Agustín Merello de la Comunicación (Asociación de la Prensa de Cádiz y la Fundación Cajasol)                                                                               | XXXI Premio Agustín Merello de la Comunicación (Asociación de la Prensa de Cádiz y la Fundación Cajasol)                                                     | Ganadora  |
| 2022 | XXV Premio el Club de las 25 (asociación feminista El Club de las 25) | XXV Premio el Club de las 25 (asociación feminista El Club de las 25)                                                                                        | Ganadora  |
| 2020 | XVIII Premio Internacional de Periodismo Manuel Alcántara (Fundación Manuel Alcántara y Universidad de Málaga)                                                                         | XVIII Premio Internacional de Periodismo Manuel Alcántara (Fundación Manuel Alcántara y Universidad de Málaga)                                               | Ganadora  |
| 2019 | XVIII Premio Nacional de Periodismo Pedro Antonio de Alarcón (Diputación Provincial de Granada y el Ayuntamiento de Guadix)                                                            | XVIII Premio Nacional de Periodismo Pedro Antonio de Alarcón (Diputación Provincial de Granada y el Ayuntamiento de Guadix)                                  | Ganadora  |
| 2013 | Premio Iris (Academia de Televisión y de las Ciencias y las Artes del Audiovisual de España)                                                                                           | Mejor Reportera | Nominada  |
| 2012 | Premio Derechos Humanos (Consejo General de la Abogacía Española) | Por la excelente cobertura de conflictos bélicos y crisis humanitarias                                                                                       | Ganadora  |
| 2012 | Premio Iris (Academia de Televisión y de las Ciencias y las Artes del Audiovisual de España)                                                                                           | Mejor Reportera | Nominada  |
| 2011 | Premio Club Internacional de Prensa | Mejor Corresponsal de España, a la mejor cobertura por el terremoto y tsunami de Japón                                                                       | Ganadora  |
| 2011 | Premio Iris (Academia de Televisión y de las Ciencias y Artes del Audiovisual de España)                                                                                               | Mejor Reportera | Ganadora  |
| 2010 | Antena de Oro (Federación de Asociaciones de Radio y Televisión) | Mejor Corresponsal | Ganadora  |
| 2010 | Premio del Ministerio del Interior | Por la cobertura en Afganistán | Ganadora  |